# Berlinia auriculata
Berlinia auriculata är en ärtväxtart som beskrevs av George Bentham. Berlinia auriculata ingår i släktet Berlinia och familjen ärtväxter. Inga underarter finns listade i Catalogue of Life.